# Gnetales

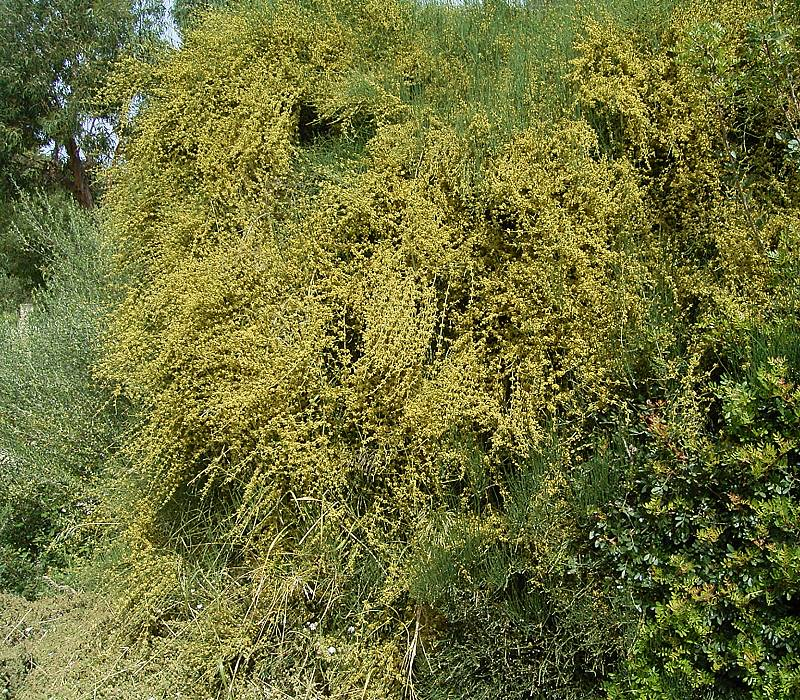
Ephedra fragilis

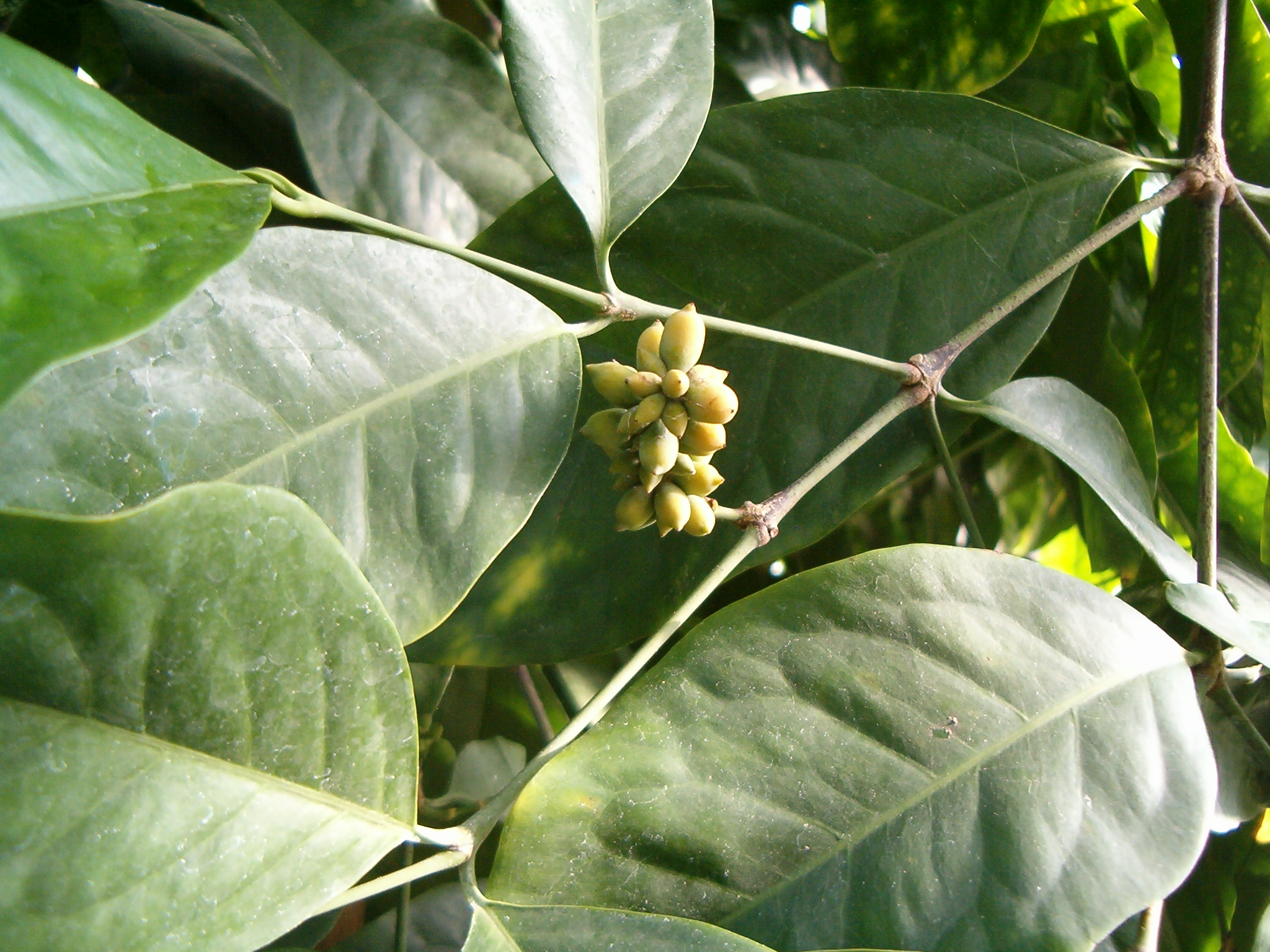
Gnetum gnemon

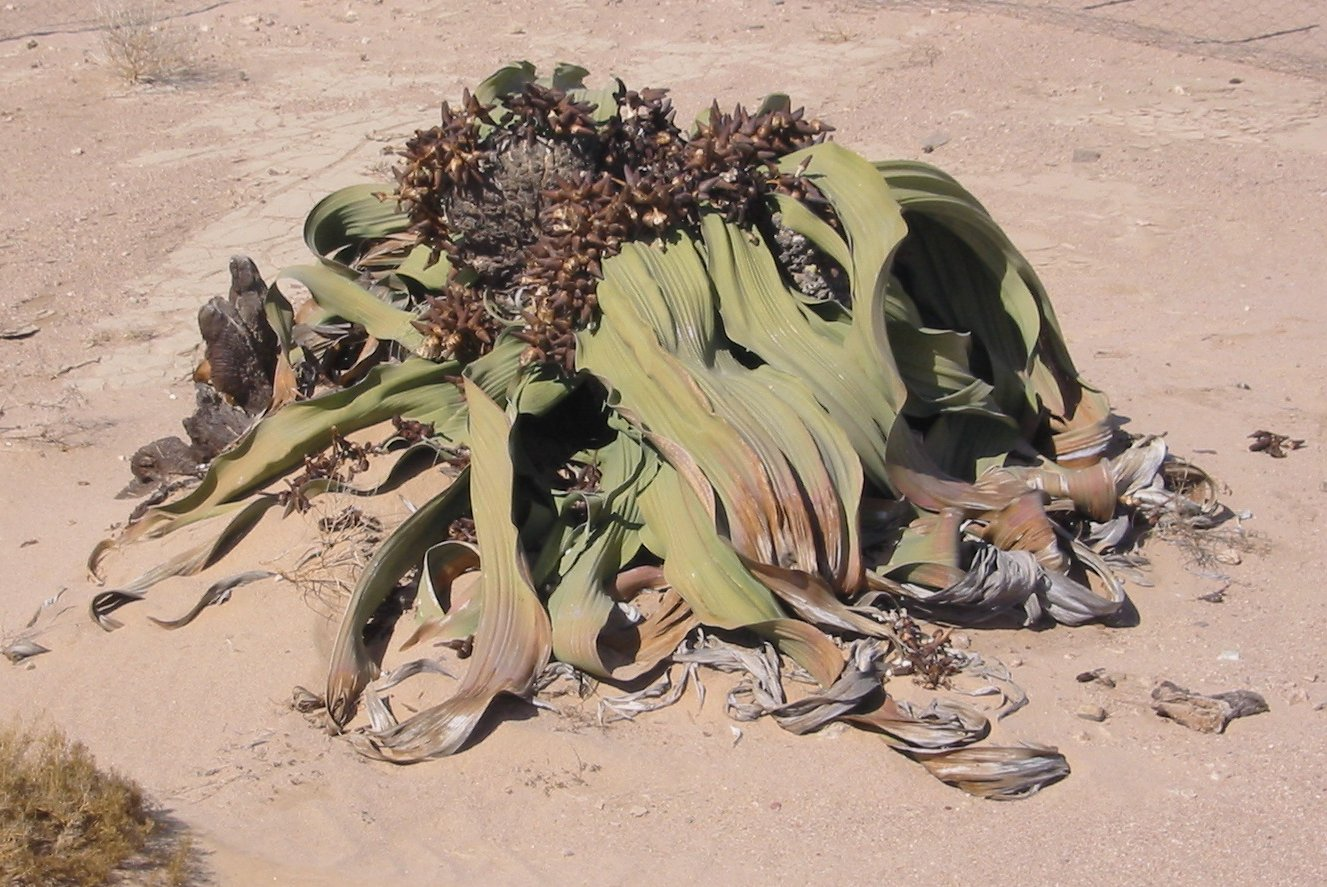
Welwitschia mirabilis.

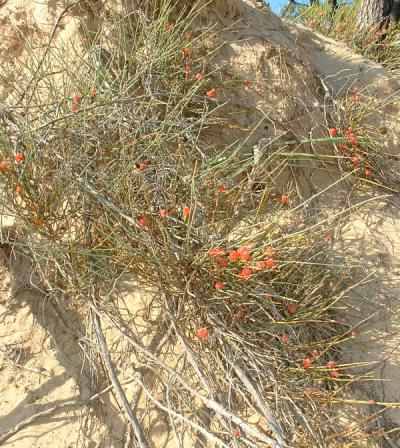
Ephedra distachya.

Gnetales é uma ordem de plantas com semente nua (Gymnospermae), que agrupa 93 espécies repartidas por 3 famílias monotípicas, com distribuição maioritariamente nas regiões tropicais. A ordem inclui espécies morfologicamente muito distintas das gimnospérmicas mais comuns, mas está atualmente colocada entre as Acrogymnospermae com base em características genéticas moleculares.

## Descrição
Na sua presente circunscrição taxonómica, as Gnetales constituem uma ordem de plantas com sementes (Spermatophytina) que, apesar de incluir espécies morfologicamente muito distintas das gimnospérmicas mais comuns, está atualmente colocada entre as Acrogymnospermae com base em características genéticas moleculares. A ordem inclui 93 espécies repartidas por três famílias monotípicas.
As Gnetales são de particular interesse na evolução das plantas porque possuem caracteres tanto das coníferas (sementes que não estão fechadas num ovário) como das angiospérmicas (vasos na madeira, estruturas semelhantes às flores das angiospérmicas e dupla fertilização). São plantas importantes para a compreensão dos mecanismos evolutivos no reino Plantae que, durante algum tempo, foram consideradas o elo de ligação entre as gimnospérmicas e as angiospérmicas. Têm várias designações taxonómicas, mas dada a sua atual posição filogenética dentro das gimnospérmicas, o uso do termo Gnetales é preferível aos termos Gnetidae, Gnetopsida, Gnetophytina ou Gnetophyta.

### Morfologia e reprodução
As Gnetales são plantas dióicas ou monóicas, geralmente trepadeiras ou lianas, mas também com espécies de arbusto e árvores. As folhas são elípticas.
Nalgumas características, as Gnetophyta assemelham-se às angiospérmicass (Magnoliophyta), mas provavelmente não são precursoras destas. As Gnetophyta têm um caule lenhoso, mas em Welwitschia ele é subterrâneo. A madeira secundária contém traqueídeos. As folhas são opostas ou espiraladas.
Embora não tenham pistilos, e por isso não possam ser consideradas verdadeiras flores, as Gnetales produzem estruturas morfologicamente semelhantes a flores. Estas estruturas são unissexuais, ou seja, têm apenas órgãos femininos ou apenas masculinos. Esta pseudo-flores são agrupadas em estróbilos semelhantes as inflorescências. As estruturas masculinas têm um perianto rudimentar. As sementes têm dois cotilédones.
Recentemente, foi verificada a ocorrência de um tipo de fertilização dupla nas espécies estudadas das Gnetales. A fecundação dupla em Ephedra envolve a fusão de dois espermatozoides de um gametófito masculino com núcleos no arquegónio do gametófito feminino. Um espermatozoide funde-se com o núcleo do óvulo e o outro funde-se com o núcleo do canal ventral. O produto da fusão do espermatozoide com a célula do canal ventral pode, por vezes, dividir-se mitoticamente, assemelhando-se ao endosperma das angiospérmicas, mas esta divisão não persiste. Assim, a dupla fertilização, há muito considerada exclusiva das angiospérmicas, foi recentemente interpretada como uma possível apomorfia das Gnetales e das angiospérmicas no taxon Anthophyta, mas é mais provável que as Gnetales sejam agora consideradas como estando alinhadas com as coníferas. Por conseguinte, o surgimento da dupla fertilização em Gnetales e angiospérmicas deve ter ocorrido de forma independente.

### Diversidade
São plantas muito abundantes na Ásia, mas com poucos representantes nas Américas. São plantas unissexuais, geralmente árvores de madeira dura e produzem um cheiro desagradável à noite. Cada um dos 3 géneros de Gnetales é morfologicamente muito distinto.
Existe uma única espécie de Welwitschia, uma planta rara do deserto da Namíbia, no sudoeste de África. O seu caule curto, largo e subterrâneo produz apenas duas enormes folhas em forma de cinta que crescem para fora do caule mas continuam a crescer na base durante toda a vida do indivíduo (até 2000 anos). Os cones masculinos e femininos crescem em eixos que saem do ápice do caule.
Gnetum (Gnetaceae) contém cerca de 35 espécies de lianas tropicais, na sua maioria de folha caduca (menos frequentemente árvores ou arbustos), com folhas largas, simples e dispostas de forma oposta, e com sementes encerradas numa bainha carnuda e de cor viva. São plantas lenhosas de ambiente tropical nativas do Sudeste Asiático, África Ocidental, Fiji e do norte da América do Sul. A espécie mais conhecida deste género é o Gnetum gnemon, uma árvore típica da Malásia e Indonésia, cujas sementes são utilizadas para cozinhar uma especialidade característica chamada kerepok. A maioria das espécies de Gnetum são comestíveis, nomeadamente as sementes, que podem ser torradas, e as folhas que são usadas como vegetal. São também conhecidas aplicações na medicina tradicional.
A Ephedra é um arbusto do deserto bastante comum, frequentemente utilizado para fins medicinais como fonte de efedrina e pseudoefedrina. Reconhecem-se pelas suas folhas escamiformes, fundidas basalmente numa bainha, muitas vezes libertadas logo após o desenvolvimento. Os seus ramos são numerosos, geralmente verdes e fotossintéticos. Nas axilas das folhas encontram-se cones masculinos ou femininos.

## Filogenia e classificação
Em comparação com as outras gimnospérmicas, este grupo é mais recente. Remonta ao Permiano Médio, há cerca de 270 milhões de anos, de acordo com os vestígios de pólen fóssil. Mas os macrofósseis mais antigos provêm do Aptiano (Cretáceo Inferior), há cerca de 120 milhões de anos, e foram designados por Drewria potomacensis, com folhagem semelhante à do Gnetum.
As Gnetales apresentam muitas sinapomorfias possíveis: a presença de brácteas envolventes em torno de óvulos e microsporângios e uma projeção micropilar do tegumento interno que produz uma gota de polinização. Além disso, a presença de pólen estriado e de vasos com placas de perfuração porosas (em oposição aos vasos de perfuração escalariformes das angiospérmicas). Os vasos condutores das Gnetales derivaram independentemente dos das angiospérmicas.
Juntamente com as angiospérmicas, as Gnetales são por vezes referidas como o taxon Anthophyta devido à presença das suas flores "aperiantadas" em estróbilos compostos que possuem pelo menos rudimentos de megasporângios e microsporângios. No entanto, estudos filogenéticos moleculares recentes não apoiam as antófitas como clado, e alinham as Gnetales com as coníferas, mas uma relação com as angiospérmicas não foi totalmente descartada por alguns trabalhos.
As múltiplas hipóteses filogenéticas colocadas podem ser resumidas nas seguintes:
- Hipótese antófita: As angiospermas seriam um clado irmão das Gnetales, o que significaria que Gymnospermae era parafilético. Esta hipótese data do início do século XX e baseia-se na semelhança morfológica entre as angiospérmicas e o Gnetum. No entanto, estudos genéticos rejeitam esta hipótese[13] e apontam que se trata de uma evolução convergente, mesmo dos órgãos florais.

- Hipótese gnetífera: Hipótese que surgiu em meados do século XX segundo a qual as Gnetales são um grupo irmão das coníferas. Baseia-se em aspectos morfológicos e é parcialmente apoiada por análises genéticas.[14]

- Hipótese gnetófita-espermatófita: Tem sido sugerido que as Gnetales são um grupo irmão das espermatófitas. No entanto, não existem provas morfológicas, fósseis ou genéticas que apoiem essa hipótese.[15]

- Hipótese GnePin: A conclusão básica de alguns autores foi o reconhecimento da dificuldade de usar dados moleculares para avaliar esta questão, mas o resultado mais consistente e razoável apoia a hipótese de um agrupamento entre as Gnetales e as Pinales (referido como GnePin ou Gne+Pin).[16] Foi encontrado um grande número de alterações estruturais no genoma plastidial que são compartilhadas por todas as coníferas e Gnetales, e em particular Gnetidae e Pinaceae são únicas em compartilhar a perda de todos os genes ndh nos seus genomas plastidiais, o que também dá suporte à relação GnePin. A análise genética plastidial, ribossómica e nuclear apoia fortemente a hipótese GnePin, em que os Gnetidae são um grupo irmão das Pinaceae, enquanto a sua relação com outras coníferas é mais distante, determinando assim o estatuto parafilético das coníferas.[16]

Embora não tenha ainda obtido um consenso alargado, postula-se que a relação filogenética entre as Gnetales e as coníferas é a que consta do seguinte cladograma:
|  | Ephedra                                                |
|  |                                                        |
|  | \| \| Welwitschia \| \| \| \| \| \| Gnetum \| \| \| \| |
|  |                                                        |
|  | Welwitschia                                            |
|  |                                                        |
|  | Gnetum                                                 |
|  |                                                        |

|  | Welwitschia |
|  |             |
|  | Gnetum      |
|  |             |

|  | Pinaceae |
|  |          |

|  | Ephedra                                                |
|  |                                                        |
|  | \| \| Welwitschia \| \| \| \| \| \| Gnetum \| \| \| \| |
|  |                                                        |
|  | Welwitschia                                            |
|  |                                                        |
|  | Gnetum                                                 |
|  |                                                        |

|  | Welwitschia |
|  |             |
|  | Gnetum      |
|  |             |

|  | Pinaceae |
|  |          |

|  | Araucariales |
|  |              |

|  | Cupressales |
|  |             |

|  | Araucariales |
|  |              |

|  | Cupressales |
|  |             |

|  | Ephedra                                                |
|  |                                                        |
|  | \| \| Welwitschia \| \| \| \| \| \| Gnetum \| \| \| \| |
|  |                                                        |
|  | Welwitschia                                            |
|  |                                                        |
|  | Gnetum                                                 |
|  |                                                        |

|  | Welwitschia |
|  |             |
|  | Gnetum      |
|  |             |

|  | Pinaceae |
|  |          |

|  | Ephedra                                                |
|  |                                                        |
|  | \| \| Welwitschia \| \| \| \| \| \| Gnetum \| \| \| \| |
|  |                                                        |
|  | Welwitschia                                            |
|  |                                                        |
|  | Gnetum                                                 |
|  |                                                        |

|  | Welwitschia |
|  |             |
|  | Gnetum      |
|  |             |

|  | Pinaceae |
|  |          |

|  | Araucariales |
|  |              |

|  | Cupressales |
|  |             |

|  | Araucariales |
|  |              |

|  | Cupressales |
|  |             |

|  | Ephedra                                                |
|  |                                                        |
|  | \| \| Welwitschia \| \| \| \| \| \| Gnetum \| \| \| \| |
|  |                                                        |
|  | Welwitschia                                            |
|  |                                                        |
|  | Gnetum                                                 |
|  |                                                        |

|  | Welwitschia |
|  |             |
|  | Gnetum      |
|  |             |

|  | Pinaceae |
|  |          |

|  | Ephedra                                                |
|  |                                                        |
|  | \| \| Welwitschia \| \| \| \| \| \| Gnetum \| \| \| \| |
|  |                                                        |
|  | Welwitschia                                            |
|  |                                                        |
|  | Gnetum                                                 |
|  |                                                        |

|  | Welwitschia |
|  |             |
|  | Gnetum      |
|  |             |

|  | Pinaceae |
|  |          |

|  | Araucariales |
|  |              |

|  | Cupressales |
|  |             |

|  | Araucariales |
|  |              |

|  | Cupressales |
|  |             |

|  | Ephedra                                                |
|  |                                                        |
|  | \| \| Welwitschia \| \| \| \| \| \| Gnetum \| \| \| \| |
|  |                                                        |
|  | Welwitschia                                            |
|  |                                                        |
|  | Gnetum                                                 |
|  |                                                        |

|  | Welwitschia |
|  |             |
|  | Gnetum      |
|  |             |

|  | Pinaceae |
|  |          |

|  | Ephedra                                                |
|  |                                                        |
|  | \| \| Welwitschia \| \| \| \| \| \| Gnetum \| \| \| \| |
|  |                                                        |
|  | Welwitschia                                            |
|  |                                                        |
|  | Gnetum                                                 |
|  |                                                        |

|  | Welwitschia |
|  |             |
|  | Gnetum      |
|  |             |

|  | Pinaceae |
|  |          |

|  | Araucariales |
|  |              |

|  | Cupressales |
|  |             |

|  | Araucariales |
|  |              |

|  | Cupressales |
|  |             |

Dentro das Gnetales, distinguem-se três famílias, cada uma com apenas um género:
- Família Ephedraceae Dum.
  - género Ephedra Tourn. ex L.: 40 espécies de arbustos das regiões áridas da América do Sul, do Saara, do Mediterrâneo e da Ásia.
- Família Gnetaceae Lindl.
  - Género Gnetum L.: Existem 28 a 40 espécies. Existem lianas, arbustos ou pequenas árvores nos Neotrópicos e nos Paleotrópicos.
- Família Welwitschiaceae Caruel
  - Género Welwitschia Hook. f.: Existe apenas uma espécie.
    - Welwitschia (Welwitschia mirabilis Hook. f.): Deserto do Namibe na Namíbia e em Angola. Forma apenas duas folhas de crescimento contínuo, em forma de fita, e atinge até 2000 anos de idade. Duas subespécies foram descritas em 2001 com base em seis espécimes cultivados em Berlim, o que foi frequentemente citado mas não pôde ser confirmado em investigações de campo. Assim, ainda não existem subespécies.[17]

### Taxonomia
A classificação de acordo com o «Sistema de Classificação das Gimnospermas Vivas de Christenhusz et al.» (2011), que também fornece uma sequência linear de gimnospérmicas até ao género, é a seguinte:
- SUBCLASSE III. Gnetidae Pax en K.A.E. Prantl, Lehrb. Bot., ed. 9: 203 (1894). Tipo: Gnetaceae. Sinónimos: Ephedridae Cronquist, Takht. & Zimmerm. ex Reveal, Phytologia 79: 69 (1996). Tipo: Ephedraceae. Welwitschiidae Cronquist, Takht. & Zimmerm. ex Reveal, Phytologia 79: 71 (1996). Tipo: Welwitschiaceae.
  - ORDEM C. Welwitschiales Skottsb. ex Reveal, Phytologia 74: 174 (1993). Tipo: Welwitschiaceae.
    - Familia 4. Welwitschiaceae Caruel, Nuovo Giorn. Bot. Ital. 11: 16 (1879), nom. cons. Tipo: Welwitschia Hook.f. Sinónimos: Tumboaceae Wettst., Handb. Syst. Bot. 2(1): 158 (1903). Tipo: Tumboa Welw., nom. rej. (≡ Welwitschia Hook.f., nom. cons.)
1 género, 1 espécie, Namíbia, Angola.
      - 4.1. Welwitschia Hook.f., Gard. Chron. 1862: 71 (1862), nom. cons. Tipo: W. mirabilis Hook.f. Sinónimo: Tumboa Welw., Gard. Chron. 1861: 75. (1861), nom. rej.

  - ORDEM D. Gnetales Blume en C.F.P. von Martius, Consp. Regn. Veg.: 11 (1835). Tipo: Gnetaceae.
    - Familia 5. Gnetaceae Blume, Nov. Pl. Expos.: 23 (1833), nom. cons. Tipo: Gnetum L. Sinónimo: Thoaceae Kuntze en T.E. von Post & C.E.O. Kuntze, Lex. Gen. Phan.: 615 (1903). Tipo: Thoa Aubl.
1 género, 30 espécies, Índia, Malésia, África tropical Oeste, América do Sul amazónica.
      - 5.1. Gnetum L., Syst. Nat., ed. 12, 2: 637; Mant. 1: 18, 125 (1767). Tipo: G. gnemon L. Sinónimos: Thoa Aubl., Hist. Pl. Guiane: 874 (1775). Tipo: T. urens Aubl. Abutua Lour., Fl. Cochinch.: 630 (1790). Tipo: A. indica Lour. Gnemon [Rumpf ex] Kuntze, Rev. Gen. 2: 796 (1891), nom. illeg. Tipo: G. ovalifolia O.Kuntze (≡ Gnetum gnemon L.)

  - ORDEM E. Ephedrales Dumort., Anal. Fam. Pl.: 11 (1829). Tipo: Ephedraceae.
    - Familia 6. Ephedraceae Dumort., Anal. Fam. Pl.: 11 (1829), nom. cons. Tipo: Ephedra L.
1 género, cerca de 40 espécies, Europa mediterrânica, Norte de África, Ásia temperada quente, América do Norte e oeste da América do Sul.
      - 6.1 Ephedra L., Sp. Pl. 2: 1040 (1753). Tipo: E. distachya L. Sinónimos: Chaetocladus J.Nelson, Pinaceae: 161 (1866), nom. illeg. Tipo: C. distachyus (L.) J.Nelson (como ‘distachys’) ≡ Ephedra distachya L.